# 香田乡
香田乡，是中华人民共和国江西省宜春市靖安县下辖的一个乡镇级行政单位。

## 行政区划
香田乡下辖以下地区：
白露村、香田村、吉洛村、红岗村、渔桥村、黄龙村、石马村、红岗林场生活区、石马林场生活区和香田园艺场生活区。